# Dayuandu Dam
Dayuandu Dam är en dammbyggnad i Kina. Den ligger i provinsen Hunan, i den södra delen av landet, omkring 120 kilometer söder om provinshuvudstaden Changsha. Dayuandu Dam ligger 46 meter över havet.
Runt Dayuandu Dam är det tätbefolkat, med 308 invånare per kvadratkilometer. Trakten runt Dayuandu Dam består till största delen av jordbruksmark.
Genomsnittlig årsnederbörd är 1 770 millimeter. Den regnigaste månaden är maj, med i genomsnitt 314 mm nederbörd, och den torraste är oktober, med 35 mm nederbörd.